# Juan Carlos Lazzarino
Juan Carlos Lazzarino Castagna (Montevideo,  17 de agosto de 1921 - Montevideo, 10 de mayo de 2007) fue un profesor de música, historiador, autor e intérprete uruguayo, dedicado a expandir la cultura uruguaya en todas sus expresiones.

## Biografía
Participó del carnaval uruguayo en la histórica agrupación “Juan Cruz Tranquera y los Suyos”, como acordeonista principal del coro de acordeones.
En la década del cincuenta, cuando las orquestas de música variada, llamadas características, eran el furor de la época, creó la "Característica Astral", con la que viajó por todo el interior del país acercando ese nuevo estilo musical a pueblos y ciudades de la República.
A principios de la década del sesenta, estableció la Primera Escuela Uruguaya de Música. En la Avenida Larrañaga 2980 (actualmente Luis A. de Herrera), abrió las puertas este instituto que perduró por casi 20 años, formando músicos y autores. Para acompañar la difusión del arte juvenil e infantil, lanzó a través de CX 4 Radio Rural, “Festival de Acordeones”, una audición radial en la que se presentaban los éxitos del momento interpretados por los alumnos de su escuela. 
Asimismo, fue tan importante el impacto del espacio radial, que se generó el mismo formato para teatro, llevando a los diferentes teatros del país el “Festival de Acordeones” y actuando en los canales de televisión que recién daban sus primeros pasos.
Sin dejar de lado la enseñanza y la capacitación musical, desarrolló sus dotes historiales investigando sobre la vida de Carlos Gardel, José Batlle y Ordóñez, Juana de Ibarbourou y la historia de la música de Uruguay.
Incorporó la primera imprenta de música en el Uruguay, mediante un ingenioso sistema de matrices. Con la utilización del mimeógrafo, se imprimían las partituras, de esta manera consiguió que, alumnos y público en general, accedieran a los temas musicales que deseaban ejecutar. Ante el éxito de tal emprendimiento, diseñó su marca E.M.A (Ediciones Musicales Astral).
A finales de los sesenta, insertó en el mercado el sello "Patria", una idea que apuntaba a difundir la música, los autores e intérpretes uruguayos. Presentó más de 40 ediciones, en "single”, "doble" y "long play", que eran los formatos de discos musicales de la época. Más de cien autores, ciento cincuenta intérpretes y casi trescientas creaciones, hicieron que "Sello Patria" difundiera la música uruguaya dentro y fuera de las fronteras del país. Los hechos políticos de la época, no ayudaban a los artistas e intérpretes uruguayos que se veían sometidos a los vejámenes de la dictadura del momento, por lo cual todo ese trabajo era a impulsos personales. Para proyectar y promocionar su sello, apareció en el éter uruguayo con “Pentagrama Oriental”, una emisión radial que difundía música uruguaya de autores uruguayos a través de Radio Fénix.
En marzo del año 1971 se entrevistó con la poetisa y escritora uruguaya Juana de Ibarbourou a quien le dedicó, 30 años después, un bronce con su imagen, en la plaza de la Unión, avalado por el Ministerio de Educación y Cultura del Uruguay, autoridades municipales y centros gremiales de la Zona de la Unión. En la década del noventa realizó una investigación del Barrio de la Unión, esto ameritó el nacimiento de un primer libro “Historia de tres Nombres” y un segundo libro “Villa de la Unión”.
A fines de los noventa, escribe un libro dedicado al club de sus amores, el Club Atlético Peñarol. Fue un testigo cercano de la Historia del club al cual estuvo ligado por más de cincuenta años. Entrevistó a glorias deportivas, dirigentes reconocidos y acompañó a la Institución en todos sus momentos. Peñarol fue una de sus grandes pasiones. En septiembre del 2007 fue nombrado socio honorario póstumo. Falleció en su residencia del barrio montevideano de La Unión a los 85 años, mientras escribía un libro dedicado a los 200 años de la música en el Uruguay.